# 量子条件
量子条件（りょうしじょうけん、英: quantum condition）とは、古典物理学から量子物理学への移行（量子化）において、「実現することが可能な物理状態」を定める為の条件またはその考え方である。
デンマークの物理学者ニールス・ボーア（Niels Bohr）が唱えた、水素原子内の電子が安定したままで存在するためのボーアの量子条件や、その条件をアーノルド・ゾンマーフェルトがより一般的な形式にまとめたボーア・ゾンマーフェルトの量子条件などが知られ、他にも更にその条件を拡張させたアインシュタイン＝ブリルアン＝ケラー量子化条件などがある。

## ボーアの量子条件
原子模型において原子核の周囲を電子が回っていると仮定した場合、古典電磁気学の法則によれば、電子はただちに電磁波を放射し、原子核に引き寄せられるため、原子は安定して存在できないことになる。その矛盾から、どのようなメカニズムが電子を安定させているかが物理学の大きな問題だった。
1913年　ニールス・ボーアはこの矛盾を解決する為、いくつかの仮説を立て、この電子の運動を説明する原子模型を提示した。
ボーアは、「電子は原子核の周囲を回るときには、特定の軌道（これを原子軌道という。）しかとることが出来ない」「最も内側の原子軌道を回る電子はそれ以上原子核に近づけない」と仮定した。また、軌道に応じて電子のエネルギーの値が決まるとすると、電子は特定の離散的なエネルギー準位しか実現出来ないと考えた。
この原子軌道に関する条件は、原子軌道は円軌道であり、電子は円軌道上を等速円運動すると仮定した上で次の式で与えられる。
{\displaystyle mvr=n{\frac {h}{2\pi }}=n\hbar \quad (n=1,2,\dots )}
ここでmは電子質量、vは電子の円運動の速度、rは円軌道の半径であり、nは任意の自然数、hはプランク定数、{\displaystyle \hbar =h/2\pi } である。すなわち、電子の取り得る角運動量は{\displaystyle \hbar }の整数倍に限られると仮定したのである。
電子が別の軌道に移るときは、エネルギー準位の差と同じエネルギーを与えられるか放出しなければならない。これは、「原子はなぜ特定の波長の電磁波だけを放出したり吸収したりするのか」という疑問をうまく説明するものであった。
しかし、ボーアの量子条件では説明できないこともあった。水素原子以外の原子では、原子核の周囲を複数の電子が回っている。長い時間には全ての電子は電磁波を放出して最も内側の軌道を回るようになるはずであるが、実際には特定の軌道を回る電子の数は限られていた。この問題はパウリの排他原理によって解決された。

## 物質波による解釈
後にド・ブロイの唱えた物質波の理論の観点では、ボーアの量子条件は「原子核の周囲を回る電子の物質波が定常波であるための条件」と解釈出来た。
これは「原子核の周囲を運動する電子軌道の長さは、物質波の波長の整数倍でなければならない」ということを意味した。
もし整数倍でなければ、干渉効果によって物質波は自分自身を打ち消してしまうのだ。

## ボーア・ゾンマーフェルトの量子条件
ゾンマーフェルトは1自由度(円運動)に限られていたボーアの量子条件を多自由度の場合まで拡張して次の形にまとめた。
{\displaystyle J_{i}=\oint p_{i}\,dq_{i}=nh\quad (n=1,2,\dots )}
ここで h はプランク定数、pi は一般化運動量、qi は一般化座標であり、積分は qi の1周期にわたる。
これをボーア・ゾンマーフェルトの量子条件またはゾンマーフェルト・ウイルソンの量子条件と呼ぶ。同様の結果は、W.Wilsonや石原純によって得られている。
ゾンマーフェルトはこの条件を再び水素原子の問題に適用することで、ボーアの理論で1つの量子数 n で指定された電子軌道がさらにいくつかの電子軌道に分かれることを示した。